# 高良薑 (山薑屬)
高良薑（學名：Alpinia officinarum），別稱良姜、小良姜、蠻姜、風姜、膏良姜、膏涼姜、雷州高涼姜、佛手根、伙哈、賀哈及比目連理花等，為薑科山薑屬植物。

## 分佈
本種現分佈於中國、日本、越南、泰國及台灣等地，中國國內野外分佈於廣東、海南、廣西南部等省份，雲南亦人工引種栽培。野外常生於灌叢或疏林之中。本種模式標本採自於廣東海南。

## 形態特徵
高良薑是一種多年生草本植物，植株高約40－150厘米 。根莖圓柱形，棕紅色，橫生，具節，節上長有膜質環狀鱗片，直徑約1－1.5厘米。

### 葉
葉片線形，革質，先端尾狀漸尖，基部漸狹，兩面無毛，無柄或近無柄，葉長約20－30厘米，寬約1.2－2.5厘米；葉舌披針狀線形，薄膜質，先端漸尖，不分裂，全緣，長約1.5－3厘米，長可達5厘米。

### 花
花排列成總狀花序，頂生，直立或略彎，披短柔毛，長約6－10厘米；花序軸披絨毛；小苞片卵形，細小，遲落，長不及1毫米；小花梗長約1－2毫米；花萼管狀，披短柔毛，先端具不明顯的3齒裂，一側開裂至中部，長約8－14毫米；花冠白色，冠管比萼管為短，長約1厘米；花冠裂片長圓形，披絹毛，長約1－1.5厘米；後方一枚裂片較大，呈兜狀；唇瓣長圓狀卵形，先端微卷及微缺，白色帶紅色線條，長約2厘米；雄蕊1枚，長於花冠管喉部上方，長約1.6－1.7厘米；退化雄蕊側生，呈錐狀，長約3毫米；花絲線形，長約1厘米；花藥藥隔無附屬物，長約6毫米；子房3室，密披絨毛；花柱細長，柱頭2唇裂，基部長有2枚合生的圓柱形蜜腺。

### 果
果為蒴果，圓球形，表面不具縱紋，成熟時紅色，直徑約1－1.2厘米；種子多數，純棱角，棕色，具假種皮。

## 醫藥用途
本種以乾燥根莖入藥，中藥名為高良薑，藥用之名始載於《名醫別錄》，列為中品，味辛，性熱，歸脾、胃經，藥材主產於廣東、廣西 ，具溫胃散寒、消食、理氣止痛等功效，主治胃寒嘔瀉、嘔吐、噫氣、消化不良、消積食滯、及脘腹冷痛等。現代藥理研究表明高良薑具抗氧化、抗潰瘍、抗腹瀉、抗腫瘤、抗菌、抗凝血、抗血栓、降血壓及鎮痛等作用，臨床應用於胃脘疼痛及脘腹脹滿之症。

## 藥材鑑定
中藥高良薑以乾燥根莖入藥，於夏末秋初採收，清除鬚根及鱗片等雜質後，洗淨切段曬乾；本品呈圓柱形，紅棕至暗紅色，表面具細密的縱皺紋及灰棕色的波狀環節，多彎曲，具節及分枝，長約5－9厘米，直徑約1－1.5厘米；節間長0.2－1厘米，一面具圓形的根痕；質地堅韌，不易折斷，斷面灰棕色或紅棕色，呈纖維狀或裂片狀，中柱佔約三分之一；氣香，味辛辣；傳統經驗則認為以色紅棕、氣香、味辣、分枝少者為佳；本品載錄於《中國藥典》2005年版中，定為中藥高良薑的的法定原植物來源種，主要透過氣相色譜法等指標測定，規定藥材中的桉葉素含量不得少於0.15%，以控制藥材的質量。

## 外部連結
- （简体中文）. 中國自然標本館 物種相冊.   [January 8, 2012].[]
- （简体中文）. 中國植物圖像庫.   [January 8, 2012].[]
- （简体中文）. 植物通.   [January 8, 2012]. （原始内容存档于2010-01-18）.

 维基共享资源上的相關多媒體資源：小高良薑
 維基物種上的相關：小高良薑